# Mongolská literatura
Mongolská literatura se vyvíjí kontinuálně od začátku 13. století, je to literaturu, která vzniká na území dnešního Mongolska, nicméně k tomuto tématu patří i další produkce dalších mongolských národů v sousedství státu (a některých zcela izolovaných - jako třeba literatura Kalmyků). Mezi základní pilíře mongolské literatury patří Tajná kronika Mongolů a eposy o Gesarovi a Džangarovi. Tradice literatury vychází z turkomongolského společného soužití stepních nomádů a jejich původního náboženství šamanismu. Později bylo doplněno tradicí buddhismu spolu se silným vlivem tibetštiny, později čínštiny a ve dvacátém století i ruštiny. Nomádský život nepřál stálému zapisování památek (díla se tradovala ústně, psala se na březovou kůru). Největší díla minulosti se zachovala buď zprostředkováním cizími autory (např. perskými historiky), případně byla po staletích ústní tradice sepsána folkloristy (někdy až na začátku 20. století).

## Dějiny
Ústní lidová poezie se traduje od 13. století. Vypravěči putovali od tábora k táboru a pastýři je vždy vítali. K tomu patřily staré žánry ceremoniální poezie, které se objevovali v „původním náboženství“, šamanismu, a to většinou v málo proměnlivých formulářích chvály (magtaal, магтаал), požehnání (jerööl, ерөөл) nebo kletby (charaal, хараал), se kterými se lze setkat i moderní době. Doktrinální výroky (bilig) připisované Džingischánovi se také šířily po staletí, částečně prostřednictvím zprostředkování perských historiků. Eposy, ve kterých je Čingischán nejdůležitější postavou hrdiny, jsou pravděpodobně stejného stáří; ale byly později upravovány.

### Od 1200 do 1800: Náboženská literatura a hrdinské eposy

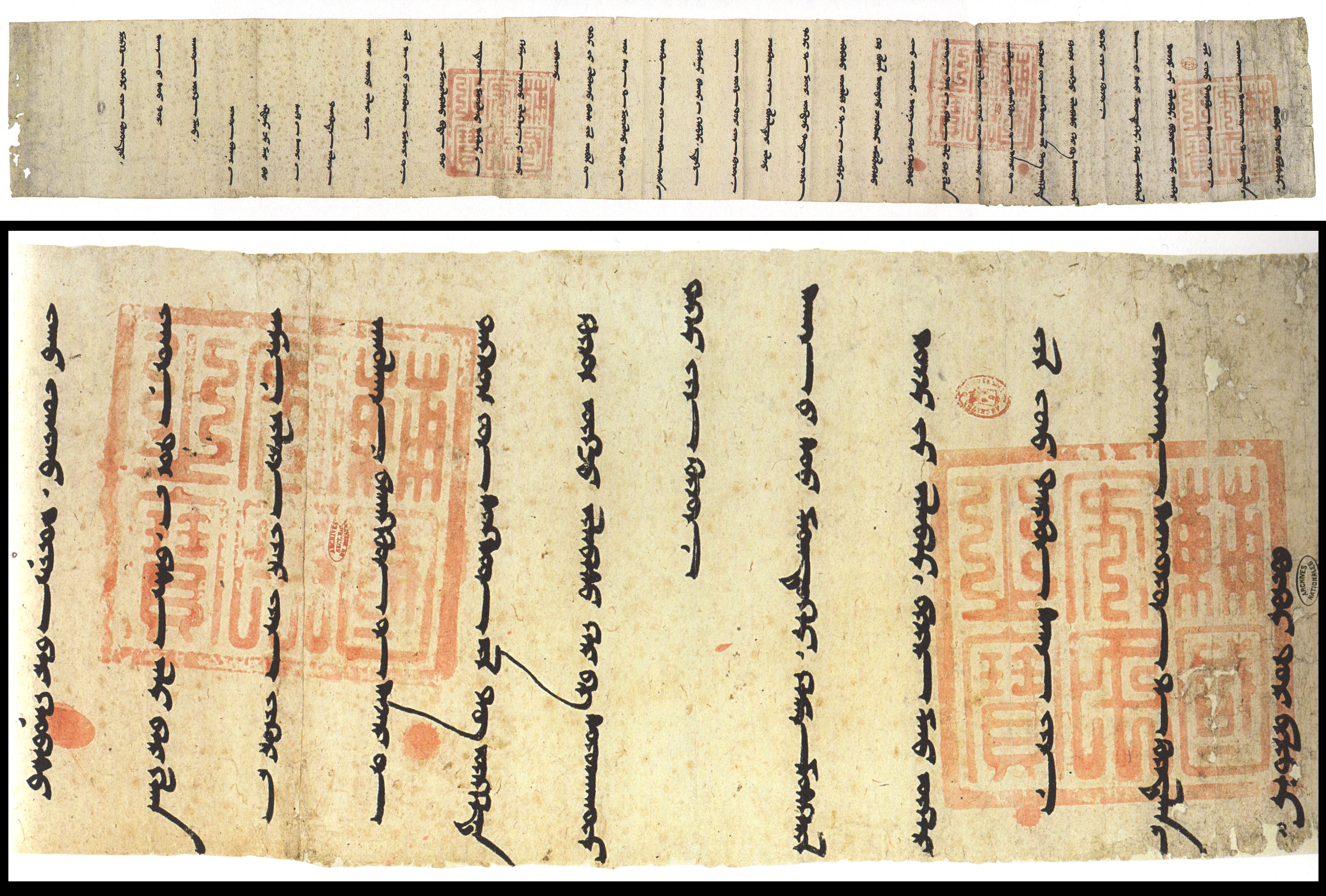
Dopis Arguna francouzskému králi Filipovi z roku 1289

Rozmach mongolské literatury se spojuje se zavedením mongolského písma, kdy začala být jednotlivá literární díla zapisována (tradičně ji vytvořil Ujgur Tatunga, Čingischánův kancléř, v roce 1204, nicméně prosazování písma byl starší a potupný jev). Z první poloviny  13. století ale přežilo jen několik památek. Nejstarší památky, které se dochovali v jejich originální podobě jsou nápisové památky, známý je nápis na tzv. Čingisově kameni z roku 1225. Ze 40. let 13. století nejspíš pochází Tajná kronika Mongolů, nejdůležitější dílo starověké mongolské literatury, které má mimořádný význam jako historický dokument i jako literární památka. Toto dílo se nedochovalo právě díky překladům cizích překladatelů a značně pozdějším opisům. Z děl, které se nepodařilo zrekonstruovat v plné šíři, patří např. zákoník Velká jasa a Altan debter. Od 40. let 13. století do konce století jsou dochovány i diplomatické památky mongolštiny (jednak dopisy chánů francouzským králům, papežům), dále příkazy a edikty. Po zavedení kvadrátního písma v roce 1269 a od „vítězství lamaismu“ od 13. století se rozvinula rozsáhlá náboženská literatura. Čojdži Odser se věnoval překladům, ale složil též vlastní rozsáhlý hymnus na bohyni Mahákálí (Chvála Mahákálí). Překlad buddhistického kánonu a také četné nekanonické spisy, zejména z tibetštiny, podpořily myšlenkovou změnu v populární narativní literatuře (pohádky, legendy, bajky o zvířatech). Kromě náboženských textů, jako jsou biografie svatých (namtar) a zejména didaktické básně (surgaal), byla vytvořena bohatá, nápaditá narativní literatura, ke které patří především příběhy o cestě do pekla. Lidová píseň navíc zůstala naživu, z nichž se později vyvinul předchůdce divadelních her se sociálně kritickou a národní vlasteneckou tendencí. Tento kritický soubor myšlenek lze nalézt také v lupičských příbězích z 19. a nadcházejícího 20. století.
Války s dynastií Ming v 15. a 16. století podporovalo uchování ústních tradic, ale ne jejich zapisování. Hrdinské písně však mezi lidmi zůstaly živé a oblíbené, protože byly „připomínkou“ zlaté doby Mongolů. Od začátku 17. století - od začátku vlády Manndžuů - probíhala 200 let dlouhá doba národního útlaku. Vznikaly hrdinské eposy o Gesarovi a Džangarovi, které se dodnes v různých formách u všech mongolských národů těší velké popularitě a počítá se kromě „Tajné kroniky“ a lidové poezie mezi „čtyř pilíře“ starověké mongolské literatury. S výjimkou Gesara byly ústně tradované eposy až o 20 000 verších sepsány v mladší době (aktivním zapisovatelem ústních tradic byl na začátku 20. století např. Cyben Žamcarano).

### 17. a 18. století

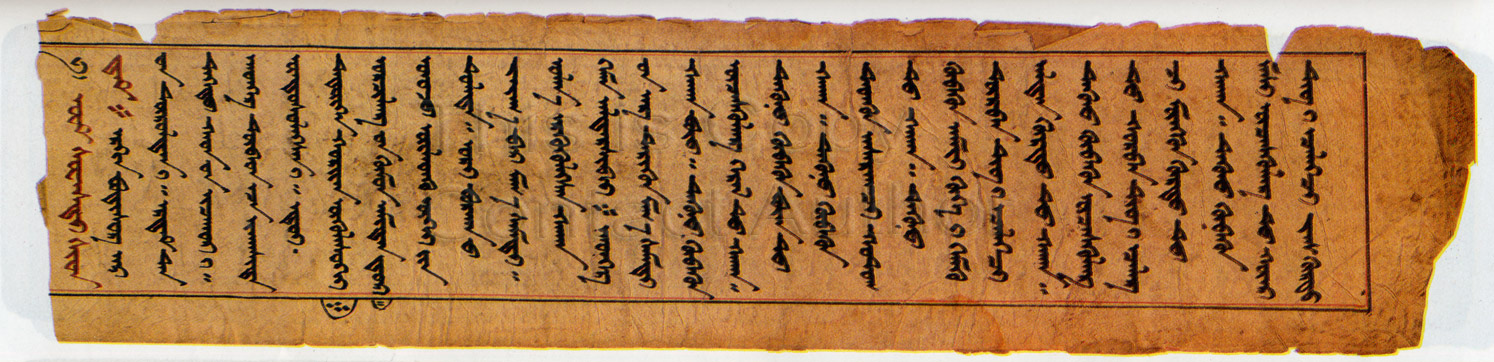
První strana Altan tobči, tištěno 1604, původně ve vazbě knížečky formátu pothi

Od 17. století byly spíše kláštery než šlechtické dvory centry intelektuálního života a psané literatury. Kopírování náboženských textů bylo považováno za zbožný čin; stále více děl v klášterech bylo tištěno také v blokovém tisku (xylografii). Tato lamaistická literatura byla psána hlavně v tibetštině, stejně jako latina byla po dlouhou dobu jazykem duchovních a vědců v Evropě. V písemné produkci v Mongolsku, kde byla většina autorů vysocí duchovní, tvořila psaná mongolština menšinu. Významný buddhistický intelektuál první poloviny 17. století byl Zaja Pandita, který přinesl písmo Kalmykům, se věnoval i překladům do mongolštiny. Naopak ze světských autorů se profiloval např. vojevůdce a podporovatel Ligden chána Cogt tajdž, který složil roku 1621 citlivou báseň (dochovala se jako nápis z roku 1624). Důležitou roli hrála mongolské historiografie, kde právě kronikáři užívali mongolštinu - vznikla kronikářská díla Altan tobči (Zlatý souhrn) a Erdeni-yin tobči (Drahocenný souhrn). Obě tato historiografická díla spojují čingisovskou a buddhistickou tradici. Od 17. století se objevuje oblíbené téma příběhů pekelných zážitků, které popisují putování duše různými pekly. V druhé polovině 17. století a na začátku 18. století vznikají dvě velké kodifikace mongolského práva, Mongolské právní knihy (1667) a Chalchský řád (Chalcha džirum) na začátku 18. století.

### Sekularizace od roku 1800
U mandžuských vládců se vyvinula vzdělaná třída úředníků, jejíž členové se obrátili k literatuře. Během 19. století, s postupnou sekularizací společnosti, se objevili básníci, kteří patřili k úřednické vrstvě a dokonce k velké skupině jinak většinou negramotných pastevců dobytka. V době eskalace sociálních konfliktů vystoupili básníci ze své anonymity a někteří z nich projevili svůj vlastní nezaměnitelný profil. Nejprve je třeba zmínit Ravdžu (1803-1856), který pocházel z nejchudších vrstev lidu a byl uznán jako znovuzrození významného lamaistického světce „starého“ (nereformovaného) směru lamaismu. Četné tibetské básně o učení vyložil také on, ale mongolské písně nejen ukazují jeho úzké vazby na obyčejné lidi, ale také obohacují poezii emocí a zážitků a působí dodnes. Během této doby byla oblíbená literatura „ug“ („üge“), kde zvířata kriticky vyjadřují myšlenky lidí ve fiktivním zvířecím jazyce. V přímém kontaktu s čínskou kulturou vznikl mongolský román, který na základě čínských modelů založil a představil Indžannaši (1837–1892). Kromě těchto „nových“ žánrů se didaktická poezie (surgál) proměnila v ostrou sociální kritiku, což je patrné u Namdžildordžína Dandzanvandžila (1854-1907) a Ravdžágína Chišigbata (1849-1916). Uplatňují se také tradiční žánry, jako je chvála (magtaal) a požehnání (jerööl). Příkladem jsou díla Bavúgína Gelegbalsana (1846–1923), chudého pastevce dobytka, u kterého se uplatňuje jerööl. S hospodářským úpadkem na konci 19. století a místními povstáními proti čínským vlastníkům půdy, se ve velkém začaly objevovat lupičské a vojenské balady.

### Od roku 1921

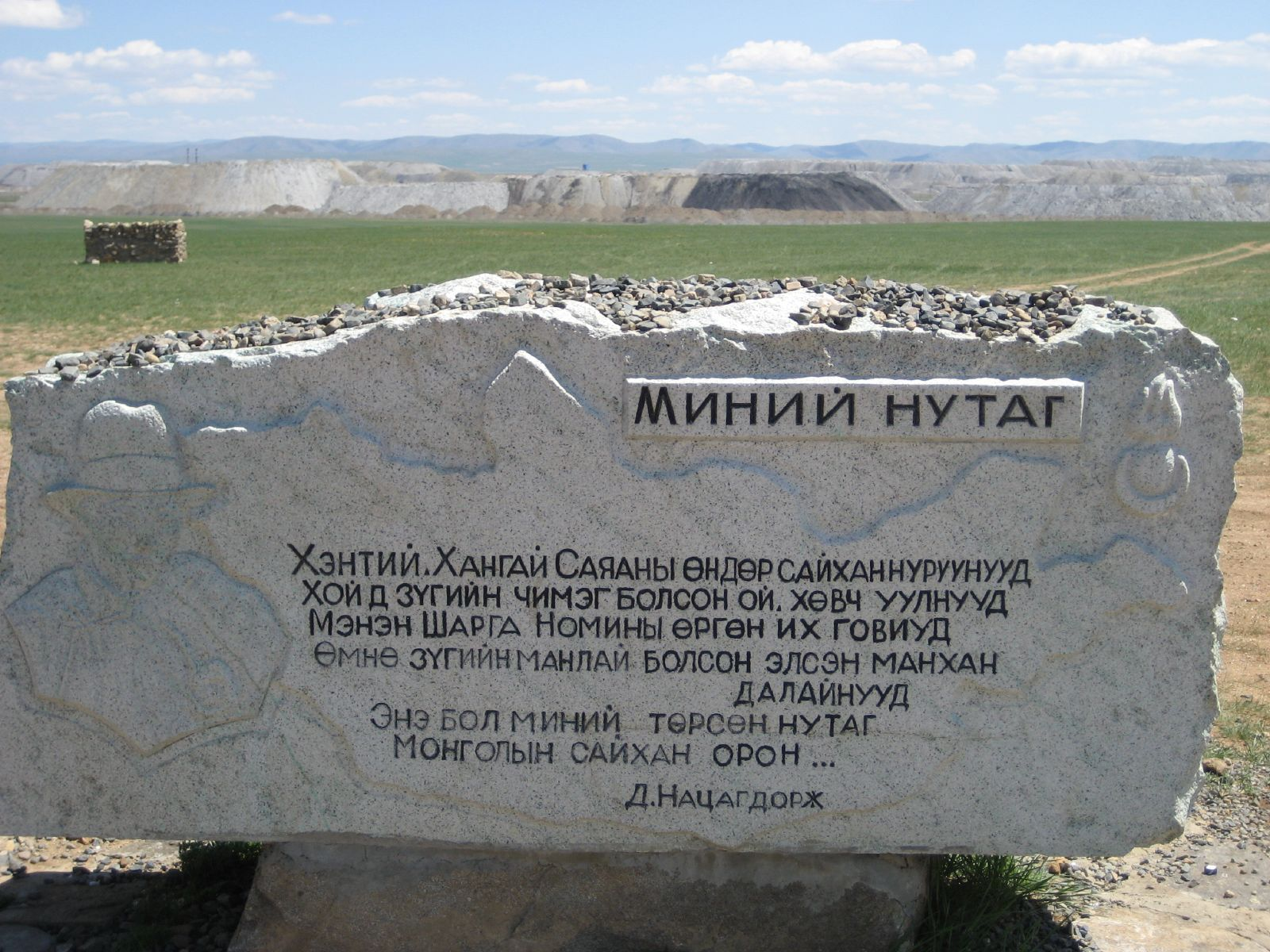
Má vlast národního básníka Nacagdordže, na památníku psaná již novým písmem (mongolskou cyrilicí)

Sociální otřesy na počátku 20. století, stejně jako sinchajská revoluce, úsilí o autonomii Vnějšího Mongolska od roku 1911, smlouva z Kjachty z roku 1915, ale zejména vyhlášení Mongolské lidové republiky v roce 1924, vedlo k silnému vlivu ruské poezie a literatury. Rostoucí obsah realismu, zejména pozdějších autorů, se odráží v rostoucí rozmanitosti žánrů, výrazových prostředků a literárních technik, i když recepce děl západního modernismu byla do značné míry na dlouhou dobu vynechána. Především nejlepší díla Dašdordžína Nacagdordže (1906–1937) z počátku 30. let svědčí o úspěšném sloučení tradičních předmětů a forem s těmi nedávno „objevené“ v západní literatuře. Kromě toho přišel Cendín Damdinsüren (1903–1986), později přední literární vědec, s příběhem Zavržená dívka (1929), která je prvním dílem moderní mongolské prózy.
Stalinistické vlny teroru v Mongolské lidové republice potlačily první počátky nové intelektuální kultury. Roky vlády Čojbalsana (ovládal Mongolsko v letech 1937/1938–1952), byly poznamenány politickými čistkami. Byli zasaženi vzdělaní obyvatelé, právníci, učitelé, mnoho spisovatelů, ale především buddhističtí mniši. Počet obětí se odhaduje na 35 000 až 36 000 zavražděných. Celkově se předpokládá více než 100 000 pronásledovaných lidí a počet obětí je velmi pravděpodobně výrazně vyšší. Z více než 750 klášterů byly všechny kromě čtyř zničeny. Stalinovi stoupenci zároveň zničili bohaté důkazy o mongolských řemeslech a spálili většinu literatury. Nenahraditelné hodnoty mongolského kulturního dědictví byly navždy ztraceny. V Mongolsku 40. let se násilně prosadila cyrilice namísto původního písma, které se již v některých mongolských oblastech pod správou Sovětského svazu (Burajtsko, Kamlmykie) používalo, ovšem byla tím prohloubena propast mezi Vnitřním Mongolskem pod čínskou správou.
Pouze několik literárních děl, které byly vytvořeny v této temné době, přežilo dodnes. V pozdějších pracích se umělecké vyjádření dostalo do pozadí politicko-výchovného, což se vyznačovalo se častým černobílým vykreslováním problémů a postav. Kolektivistický pohled na život s jeho zanedbáváním jednotlivce byl oficiálně požadován a měl dlouhodobý účinek. Nejlepším autorům se však postupně více a více dařilo od 50. a 70. let prolamovat dogma socialistického realismu a vytvářet živé, jednotlivé postavy nebo najít vlastní jazyk. Tento vývoj probíhal paralelně s vývojem v asijských sovětských republikách, jako je Kazachstán a Kyrgyzstán (Čingiz Ajtmatov), mezi Kalmyky se profilovali David Kugultinov (Kögltin Dava) a Alexej Badmajev.
Poté, co byla řada děl přeložena převážně do ruštiny, se za posledních 40 let značně zvýšil mezinárodní dopad mongolské literatury - s výjimkou poezie, která byla často považována za nepřenositelnou. Díky začlenění Mongolska do východního bloku, ve větším se objevily jednak překlady z mongolštiny do češtiny (Pavel Poucha), ale i obráceně a mongolská literatura se mohla seznámit s českou tradicí (Bjambyn Rinčen). Ze spisovatelů je třeba zmínit alespoň tyto: Bjambyn Rinčen (1905–1977), Donrovyn Namdag (1911–1984), Čadrábalyn Lodojdamba (1917–1969), Begdzín Javúchulan (1929–1982), Sengín Erdene (1929–2000), Dembégín Mjagmar (1933–1998), Dendevín Pürevdordž (1933–2009) a Lodongín Tüdev (* 1935). Tito vypravěči, básníci nebo dramatici se často pohybovali mezi uznáním (všichni obdrželi např. státní vyznamenání) a tvrdou oficiální kritikou. K předním dramatikům doby patří Čojdžamcyn Ojdov (1917–1963), který se rád vracel zpět k folklorním tématům, dále působili dramatici D. Namdag a D. Mjagmar. V mnoha případech to bylo až v 80. letech, kdy se ostatním a převážně mladším autorům podařilo vytvořit díla, která se vyznačují psychologickým a intelektuálním pronikáním literárních postav - což je v mongolské literatuře relativně nový fenomén. Mezi autory prózy patří nejznámější mongolská spisovatelka Sonomyn Udval (1921–1991), Sormúniršín Dašdórov (1935–1999) a Dordžín Garmá (* 1937).
Od konce 30. let se též formovala mongolská kinematografie, na které se zejména podíleli sovětští ruští tvůrci, přelom představoval film Cogt tajdž (případně Stepní vítěz) poprvé promítaný v roce 1945, pod jehož scénářem je podepsán Bjambyn Rinčen. Film má formu výpravné historické epopeje připomínající mongolského šlechtice a básníka 17. století Cogta tajdže. Literární látku zpracovali např. v roce 1961 zfilmována Zavržená dívka (Гологдсон хүүхэн) podle Damdinsürenova námětu a v roce 1970 Průzračný Tamir (Тунгалаг Тамир) podle Lodojdambova námětu.

### Politická změna v průběhu 80. let a po roce 1990
Lyrická poezie, která je u Mongolů velmi oblíbená, dosáhla vysoké úrovně, například v díle jediného kritika režimu mezi mongolskými spisovateli, Rjenčiní Čojnoma (1936–1979), či poezie dalších básníků jeho generace, jako Mišigín Cedendordž (1932–1982), Njambúgín Njamdordž (1934–1996), opět S. Dachdórovem a Šaravyn Sürendžav (* 1938). Např. Bavúgínu Lchagvasürenovi (* 1944) se dostalo velkého uznání po politickém obratu v roce 1990. Po roce 1980 rostl počet mladých autorek, které našly svoji doménu v poezii a obohatily ji o nové perspektivy.

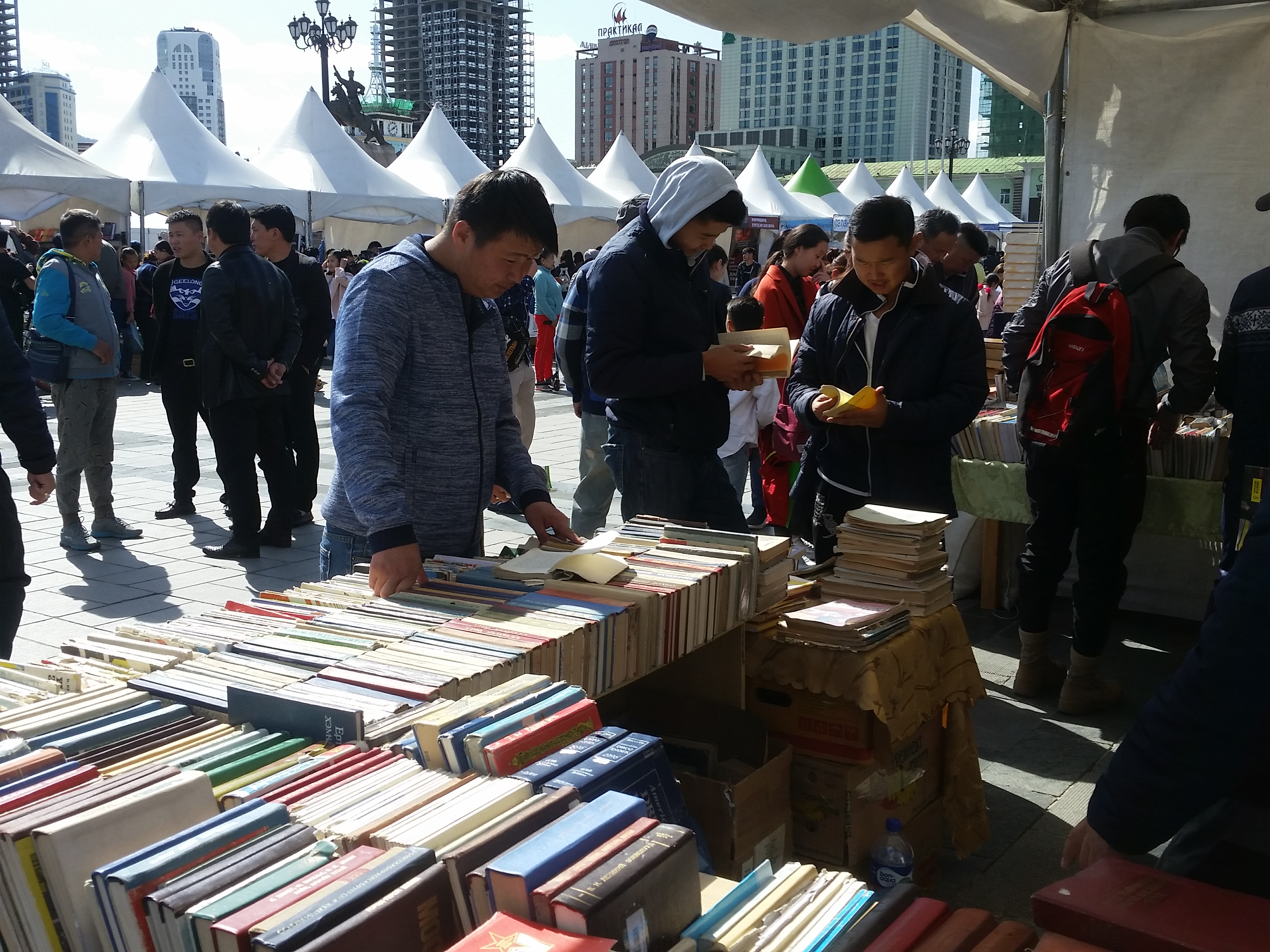
Ulánbátarský knižní veletrh v roce 2019

Po rozbití prvních tabu ve druhé polovině 80. let pod vlivem „Nové myšlenky“ (zde se Erdene, Mjagmar a Tüdev zmiňují především pro prózu) doufalo mnoho spisovatelů, kteří byli většinou loajální státu. vítězstvím demokratického hnutí na komplexní umělecké svobodě. Ale velmi brzy se projevila celá tvrdost tržních zákonů: objevily se literární podřízené předměty, tradiční humanistické hodnoty chátraly, publikace již nebyly dotovány státem. (Jedním z příkladů je zastavení publikace literárního časopisu „Cog“, který skončil v roce 1994 a poměrem nákladu vůči obyvatelstvu patřil do té doby k největším na světě.) Mezitím se opět zlepšila materiální situace spisovatelů a nebylo vytvořeno několik pozoruhodných literárních děl, která se vyznačují vysokými etickými standardy, kritickými tendencemi a kosmopolitismem. Z „mladších“ autorů, z nichž někteří získali plné uznání až za posledních dvacet let, jsou pouze básníci Damdinsürengín Urianchai (* 1940), Dandsangín Njamsüren (1945–2002), Očirbatyn Dašbalbar (1957–1999), Bátaryn Galsansüch (* 1972) a vypravěči Darmágín Batbajar (* 1941, také dramatik), Sandžín Pürev (* 1941), Baldžiryn Dogmid (* 1945), Dalchágín Norov (* 1951), Dambyn Törbat (* 1955), Sandžádžavyn Džargalsaichan (1957–2007, také dramatik), Pürevdžavyn Bajarsaichan (1959–2007) a Dordžcovdyn Enchbold (* 1959). Jediným spisovatelem v Mongolsku, jehož knihy vyšly v německy mluvících zemích po roce 1990, je Galsan Tschinag (* 1943), který píše hlavně v němčině.

## Mongolská literatura v češtině
Za interpretaci mongolštiny v češtiny mají zvlášť zásluhu dva mongolisté, Pavel Poucha a Jiří Šíma. Poucha přeložil závažné staré památky, jako Tajnou kroniku Mongolů (1955) a další eposy ve výběru Nejlepší z mužů Dzáng-Dzalúdaj (1957), ale přeložil také od svého současníka Rinčena Slunce vychází (1958). Šíma přeložil např. Hvězdy v poušti (1974) od Begdzína Javúchulana a sestavil antalogii moderních básníků pod názvem Čaj ve stepi (1979), v roce 1986 připravil soubor povídek Ryzák Vítr od Dondogína Cevegmida.